# Кургоковское сельское поселение
Кургоковское сельское поселение — муниципальное образование в Успенском районе Краснодарского края России.
В рамках административно-территориального устройства Краснодарского края ему соответствует Кургоковский сельский округ.
Административный центр и единственный населённый пункт — аул Кургоковский.

## География
Муниципальное образование расположено в восточной части Успенского района Краснодарского края. В состав поселения входит один населённый пункт.
Площадь территории сельского поселения составляет — 17,16 км2.
Граничит с землями муниципальных образований: Успенское сельское поселение на юге и западе, Убеженское сельское поселение на северо-западе, Веселовское на севере и Маламинское сельское поселение на востоке.
Территория Кургоковского сельского поселения расположено в переходной от равнинной в предгорную зоне. Рельеф местности представляет собой в основном холмистую местность. Долина реки Кубань сильно изрезана и имеет скалистые выступы. Средние высоты на территории сельского поселения составляют 225 метров над уровнем моря.
На территории сельского поселения развиты черноземы предкавказские и предгорные. В пойме рек пойменные луговые почвы.
Гидрографическая сеть в основном представлена рекой Кубань. 
Климат умеренно-тёплый. Среднегодовая температура воздуха положительная и составляет около +10,5°С. Средняя температура июля +23,0°С, средняя температура января –1,5°С. Среднегодовое количество осадков составляет около 600 мм в год. Основная их часть приходится на период с апреля по июнь. 

## История
Сельский совет аула Кургоковский был основан в 1920 году. 
В 1924 году Кургоковский сельсовет был включён в состав новообразованного Успенского района Армавирского округа. 
В 1929 году при упразднении Успенского района сельсовет был передан в состав Армавирского района. В 1934 году возвращён в состав вновь восстановленного Успенского района. 
В 1962 году Успенский район вновь был упразднён, а Кургоковский сельсовет передан в состав Новокубанского района. 
В 1965 году сельсовет вновь передан в состав восстановленного Успенского района. 
В 1993 году Кургоковский сельсовет реорганизован и преобразован в Кургоковский сельский округ. 
В 2005 году Кургоковский сельский округ преобразован в Кургоковское сельское поселение. 

## Население
| 2002 | 2010 | 2012 | 2013 | 2014 | 2015 | 2016 |
| ---- | ---- | ---- | ---- | ---- | ---- | ---- |
| 509  | ↗526 | ↘523 | ↗527 | ↗536 | ↗548 | ↘528 |
| 2017 | 2018 | 2019 | 2020 | 2021 | 2023 |      |
| ↗538 | ↘536 | ↘533 | ↘531 | ↘458 | ↘450 |      |

Процент от населения района — 1.16 %
Плотность — 26.22 чел./км2

## Экономика
Основной экономической специализацией муниципального образования является сельское хозяйство. Наибольшее развитие получили технические и зерновые культуры. 